# Carl Kempe
Carl Kempe (n. 8 decembrie 1884, Jakob and Johannes parish⁠(d), Suedia – d. 8 iulie 1967, Husby-Sjutolft parish⁠(d), Uppsala län, Suedia) a fost un jucător de tenis ce a reprezentat Suedia, medaliat olimpic. A participat la o ediție a Jocurilor Olimpice (1912) în care a câștigat o medalie de argint.

## Participări
Lista de mai jos prezintă principalele competiții la care a participat Carl Kempe de-a lungul carierei.
- tennis at the 1912 Summer Olympics – men's indoor doubles[*][2]